# Svensk furstlig dräkt

Hertig Karl i furstlig dräkt vid Gustav III:s kröning 1772

Furstliga dräkten (även kallad ceremonidräkt) var en kreation i silvertyg som användes av manliga medlemmar av det svenska kungahuset vid högtidliga ceremonier såsom kröningar, dop och liknande. Kungar och prinsar har i alla tider klätt sig i dyrbara kläder, men under 1700-talet skapades en särskild etikett kring dessa dräkter.

## Den furstliga dräkten
Redan vid Adolf Fredriks och Lovisa Ulrikas kröning 1751 skapades dräkter för dem i ett silverskimrande tyg i design av Jean Eric Rehn. Från denna tid blev det regel att de kungliga ceremoniella dräkterna var sydda i tyg av silver, vilket gällde ända fram till Oscar I:s kröning 1844. Dräkterna var utförda i en opreciserad historicerad stil, vilket även gällde i de flesta andra europeiska monarkierna vid den här tiden. Ofta var de inspirerade av renässansmodet från sent 1500-tal och det tidiga 1600-talet.
De furstliga dräkter som skapades för hertig Karl och hertig Fredrik Adolf till Gustav III:s kröning 1772 följer denna nya etikett. Byxorna är knälånga, med slitsar, vilket även gäller för jackan.

## Bilder

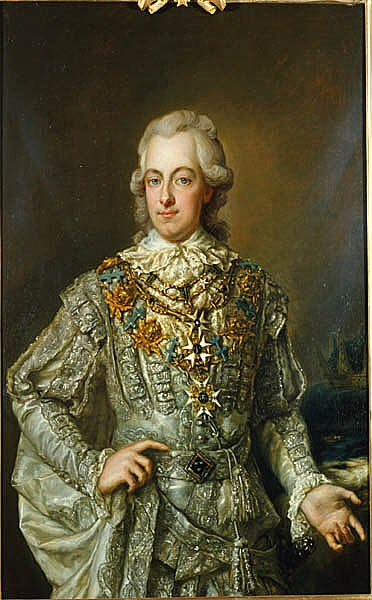
Hertig Fredrik Adolf iklädd furstlig dräkt vid Gustav III:s kröning den 29 maj 1772.
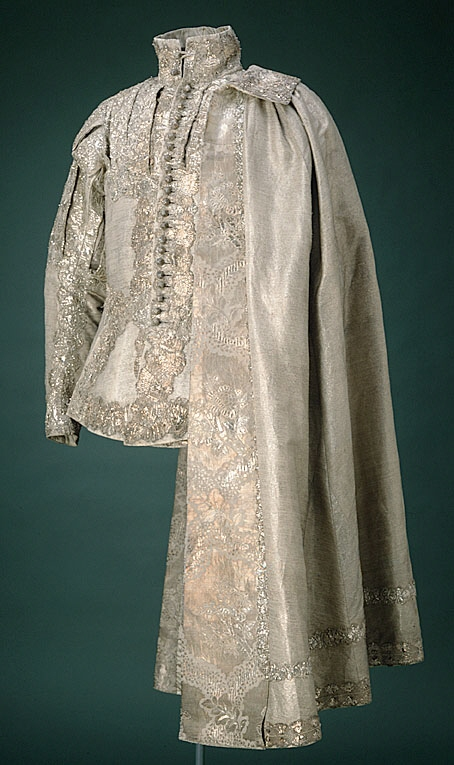
Fredrik Adolfs furstliga dräkt från Gustav III:s kröning 1772.
Gustaf IV Adolf avporträtterad 1785 i furstlig dräkt, av Per Krafft d.ä. (1785)
Gustaf IV Adolf avporträtterad 1787 i furstlig dräkt, av Lorens Pasch d.y. (1787)
Gustav IV Adolf i furstlig dräkt, med den purpurfärgade kungliga manteln på stolen bakom sig, av Lorens Pasch d.y. (1793)
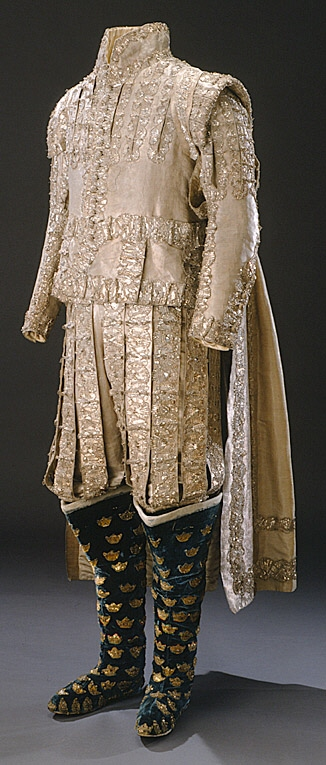
Kronprins Karl Augusts furstlig dräkt från 1810 i silvertyg av så kallad Burgundiskt snitt, med stövlar i furstligt blått.
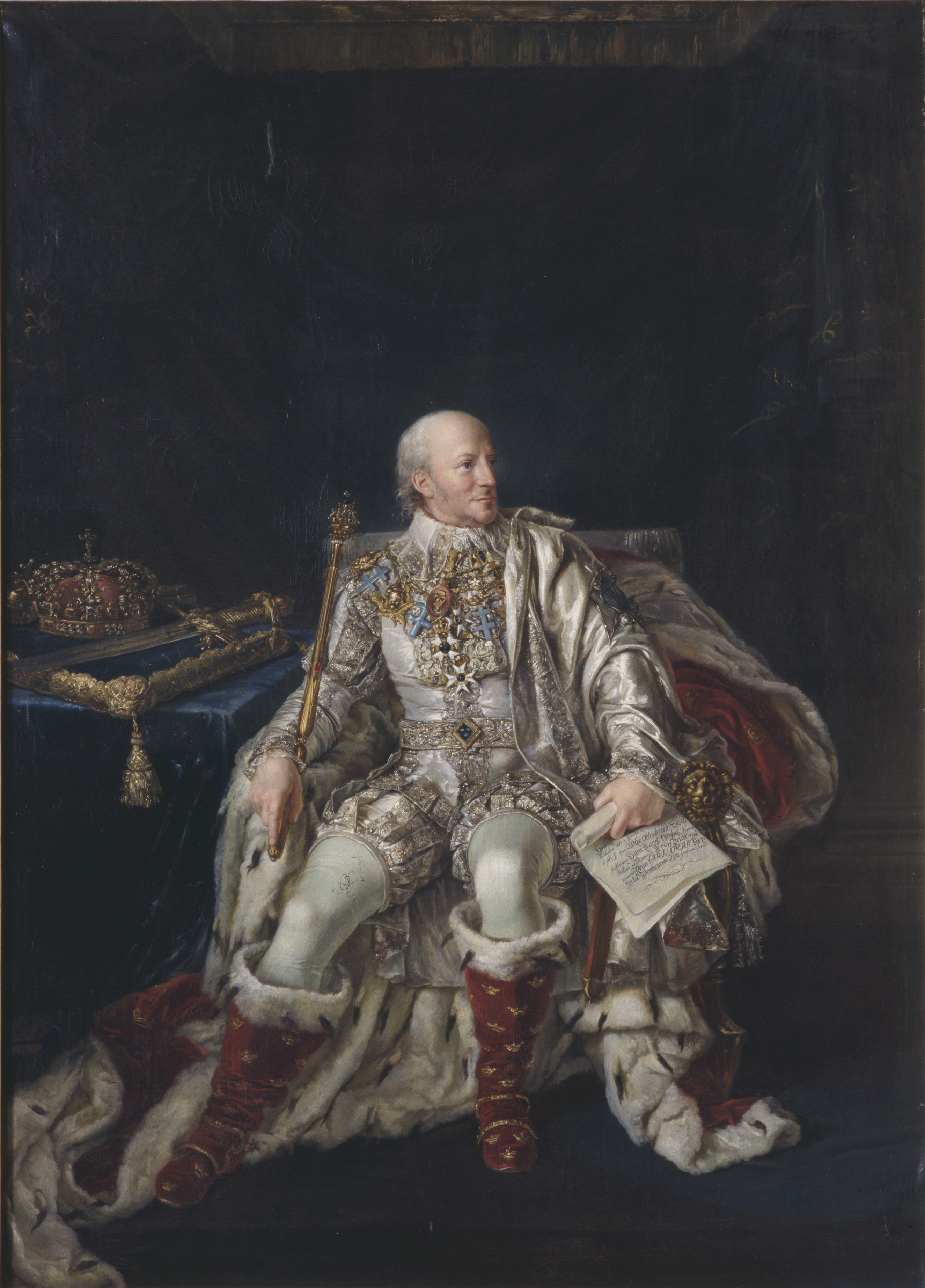
Karl XIII i furstlig dräkt, av Per Krafft den yngre (1813.).